# Юліус Торма
Юліус Торма — (чеськ. Július Torma), в дитинстві — Дьюла Торма (угор. Gyula Torma; 7 березня 1922, Будапешт — 23 жовтня 1991, Прага) — чехословацький боксер угорського походження, чемпіон Олімпійських ігор та Європи серед аматорів. За свою техніку боротьби та життєву позицію був названий «лицарем шкіряної рукавички».

## Біографічні дані
Юліус  Торма був етнічним угорцем. Батьки Торма походили з Штурово, Словаччина, але після Першої світової війни отримали роботу в Будапешті й оселилися там. 7 березня 1922 року у них народився Дьюла Торма, який почав займатися боксом в дитячі роки у тренера Жигмонта Адлера. До своїх 24 років нічого не знав про Чехословаччину. Був угорцем і у воєнних та післявоєнних 1941–1946 роках виграв підряд шість титулів чемпіона Угорщини.
Коли 1946 року він та його родина переїхали в Партизанське, це був неочікуваний здобуток для чехословацького спорту. Вже 1947 року Юліус Торма представляв Чехословаччину на чемпіонаті Європи в Дубліні, де відразу виграв бронзу.
Його найкращим виступом стали Олімпійські ігри 1948 року в Лондоні. В категорії до 67 кг у фіналі він зустрівся з чорношкірим американцем Генком Геррінгом. У Торми були страшні болі від зламаної у півфінальному бою кістки великого пальця на лівій руці. Але він наполіг на своєму виступі та у 3 раунді відправив суперника у нокаут.
- В 1/16 фіналу переміг Густава Бене (Угорщина)
- В 1/8 фіналу переміг Кліффа Блекборна (Канада)
- У чвертьфіналі переміг Ауреліо Діаса (Іспанія)
- У півфіналі переміг Алессандро Д'Оттавіо (Італія)
- У фіналі переміг Генка Геррінга (США)

!949 року на європейському чемпіонаті в Осло став чемпіоном, а до того ще й отримав титул найтехнічнішого боксера турніру. У фіналі Торма переміг Віктора Йоргенсена (Данія).
На Олімпійських іграх 1952 в Гельсінкі Юліус Торма переміг Джонні Мелоні (Велика Британія) та Луїса Гейджа (США), а у чвертьфіналі програв майбутньому чемпіону Зигмунту Хихла (Польща).
На чемпіонаті Європи 1955 в Берліні у вазі до 81 кг завоював бронзу.
На Олімпійських іграх 1956 в Мельбурні в категорії до 75 кг переміг Говарда Ріхтера (Австралія) і програв нокаутом у чвертьфіналі через розсічення брови Рамону Тапія (Чилі).
1957 року у 35 років закінчив свою кар'єру. Тренував своїх наступників, але йому не подобався бокс після 1960-х років. Він вважав, що бокс програв від того, що почали робити ставку на жорсткий силовий бокс американського зразка, а не на тактику.
Помер 23 жовтня 1991 року.